# الحب فوق هضبة الهرم (فلم)
الحب فوق هضبة الهرم هو فيلم دراما مصري صدر سنة 1986، من إخراج عاطف الطيب، وسيناريو مصطفى محرم، الفيلم مقتبس عن الرواية التي تحمل نفس الاسم للكاتب الكبير نجيب محفوظ، ومن بطولة أحمد زكي، وآثار الحكيم، وأحمد راتب، ونجاح الموجي. يعالج الفيلم مشكلة عدم قدرة الشباب على الزواج بسبب ضعف الدخل وعدم العثور على عمل مناسب أو السكن، وذلك من خلال قصة شاب وفتاة يتزوجان سرًا نظرًا لعدم القدرة على تكاليف الحياة الباهظة، وحين حاولا ممارسة الحياة الزوجية الطبيعية لم يجدا أفضل من جدران الأهرامات ساترا لهما حتى وقعا في قبضة بوليس الآداب.

## القصة
علي عبد الستار، شاب فقير تخرّج في كلية الحقوق، لكنه وجد نفسه مضطرًا للعمل في وظيفة إدارية لا علاقة لها بتخصصه، ضمن العمالة الزائدة في إحدى المصالح الحكومية. يعيش في كنف أسرته المتواضعة: والده المتقاعد، والدته، وأختيه؛ مها العاطلة عن العمل، ونهى الطالبة الجامعية. يثقل كاهله العجز المالي، والكبت العاطفي، وانسداد الأفق، فلا يقدر على الزواج ولا يملك حلمًا واضحًا للمستقبل.
تقدّم أحمد السباك لخطبة نهى، واعدًا بتحمّل كافة نفقات الزواج دون الحاجة لمساعدتها أو إكمالها لدراستها، فوافق الجميع، وتم الزواج في شقة راقية بالمعادي. أما علي، فرفض اقتراح صديقه أبو العزم بالارتباط بسيدة ثرية تكبره سنًا، كما فعل هو مع نادية التي ارتبط بها لتأمين مستقبله، وفضّل البحث عن حلّ يرضي ضميره. استشار المفكر عاطف هلال الذي نصحه بأن يجد حلاً ذاتيًا، لأنها أزمة جيل، ثم توجه إلى إمام المسجد الذي نصحه بالصيام لكبح شهوته.
مع تعيين رجاء جاد، الموظفة الجديدة القادمة من أسرة متوسطة، نشأت بينها وبين علي علاقة صداقة ثم تحوّلت إلى حب. سبق لرجاء أن خُطبت لشاب انفصلت عنه بسبب ضيق الحال. قرر علي التقدّم لخطبتها رغم علمه باعتراض أسرتها بسبب وضعه المالي، فيما تمسّكت رجاء بحلمها البسيط في بيت قائم على الحب، رافضةً ضغوط والدتها التي طالبت علي بشقة واضحة أو فسخ الخطوبة.
مرّت الشهور دون أن يحقق علي أي تقدم، لكنه ورجاء لم يستطيعا الفراق، فقررا الزواج سرًا. وبعد الزواج، اصطدما بواقع لا يرحم؛ لم يجدا مكانًا مناسبًا يمارسان فيه حياتهما الزوجية. الفنادق النظيفة باهظة، والمشبوهة خطرٌ على سمعتهما، فالتجأ إلى شقة نادية، لكن خلافًا بينها وبين أبو العزم أطاح بهذا الملاذ الأخير.
أثناء وجودهما في أحد الفنادق، تعرّف عليهما أحد موظفي المصلحة وفضح أمرهما، ما دفع علي إلى إعلان زواجه من رجاء رسميًا. ومع ذلك، بقيت معاناتهما قائمة، فتوجها ذات مساء إلى سفح الهرم بحثًا عن لحظة خاصة، لكن الشرطة ألقت القبض عليهما بتهمة الفعل الفاضح، لتتحول القصة إلى فضيحة علنية.
انكشفت الحقيقة أمام الأسرتين، وتمت إحالة علي ورجاء إلى النيابة للتحقيق في ملابسات زواجهما السري وما أعقبه من تصرفات، في مشهد يلخّص أزمة جيل بأكمله حُرم من أبسط حقوقه في الحب والزواج تحت وطأة الفقر والمجتمع.

## طاقم التمثيل
- أحمد زكي بدور علي عبد الستار
- آثار الحكيم بدور رجاء
- أحمد راتب بدور أبو العزم
- نجاح الموجي بدور أحمد
- ناهد سمير بدور والدة علي
- عدوي غيث بدور والد علي
- حنان سليمان بدور نهى
- ناهد رشدي بدور مها
- فيفي يوسف بدور والدة علي
- بدر نوفل بدور والد علي
- سعاد حسين بدور نادية
- علي الشريف بدور عبد العزيز
- صلاح نظمي بدور عاطف هلال
- فؤاد خليل بدور فؤاد السكري
- عائشة الكيلاني بدور فريدة

## روابط خارجية
- مقالات تستعمل روابط فنية بلا صلة مع ويكي بيانات